# Cis haleakalae
Cis haleakalae es una especie de coleóptero de la familia Ciidae.

## Distribución geográfica
Habita en el archipiélago de Hawái.